# Tirmania nivea
Truffe blanche du Tafilalet
Espèce
Synonymes
- Terfezia africana (Chatin) Maire, 1937[1]
- Terfezia ovalispora Pat., 1892[1],[2]
- Tirmania africana Chatin, 1892[1]
- Tirmania cambonii Chatin, 1892[1]
- Tirmania ovalispora (Pat.) Pat., 1894[1]
- Tirmania ovalispora var. ovalispora (Pat.) Pat., 1899[1]
- Tirmania ovalispora var. tellieri Pat., 1899[1]
- Tuber niveum Desf., 1799[1]

Tirmania nivea, la Truffe blanche du Tafilalet, est une espèce de champignons ascomycètes de la famille des Pezizaceae, originaire des régions désertique d'Afrique du Nord (Sahara). Son nom vernaculaire provient de la région marocaine du Tafilalet.
Ce champignon produit des fructifications souterraines nommées « ascospores hypogées ». Il appartient aux « truffes du désert » également nommées « terfas » ou terfesse qui ne sont pas considérées comme de véritables truffes selon la législation française. Cette espèce vit en association ectomycorhizienne avec des plantes du genre Helianthemum, notamment Helianthemum lippii, toujours sur sol calcaire
Cette espèce comestible est activement recherchée par les Touaregs qui les repèrent au craquelement du sol et les vendent au bord des routes. Fin des années 2010, le kilogramme se vend de 100 à 150 dh, ce qui correspond approximativement à 40 fois le prix d'un kilogramme de légumes courants tels que des pommes de terre, carottes ou des oignons et au double d'un kilogramme de viande de mouton. Traditionnellement consommé bouilli et accompagné de matière grasse dans la cuisine marocaine, ce champignon est parfois revenu à la poêle dans l'huile d'olive et accompagné d'oignons, fines herbes et épices façon cuisine européenne. Son parfum est semblable à celui de truffe noire la puissance en moins.

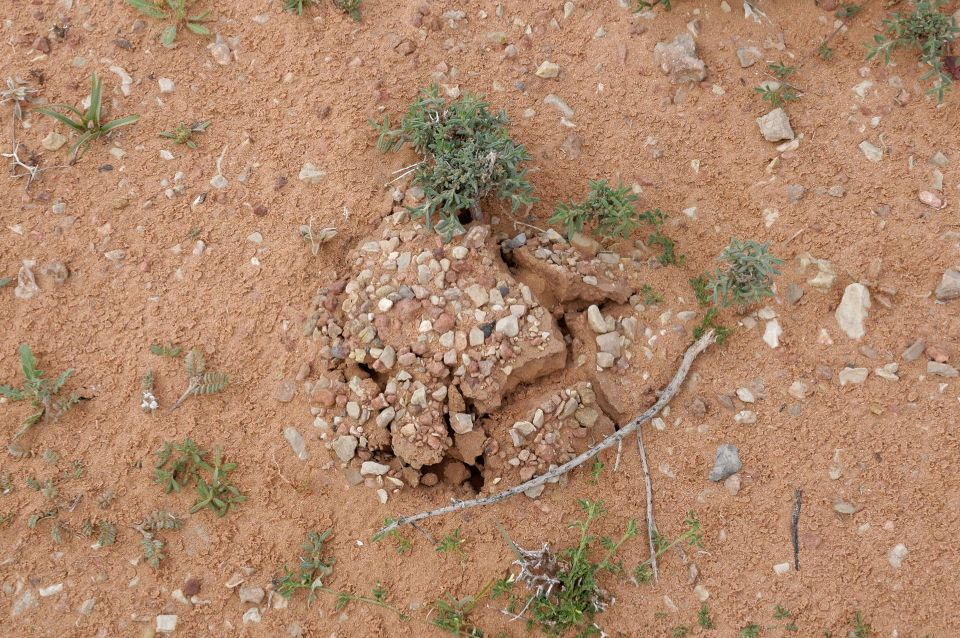
La présence de Tirmania nivea se traduit par des craquelures du sol (Boudnib, Maroc)
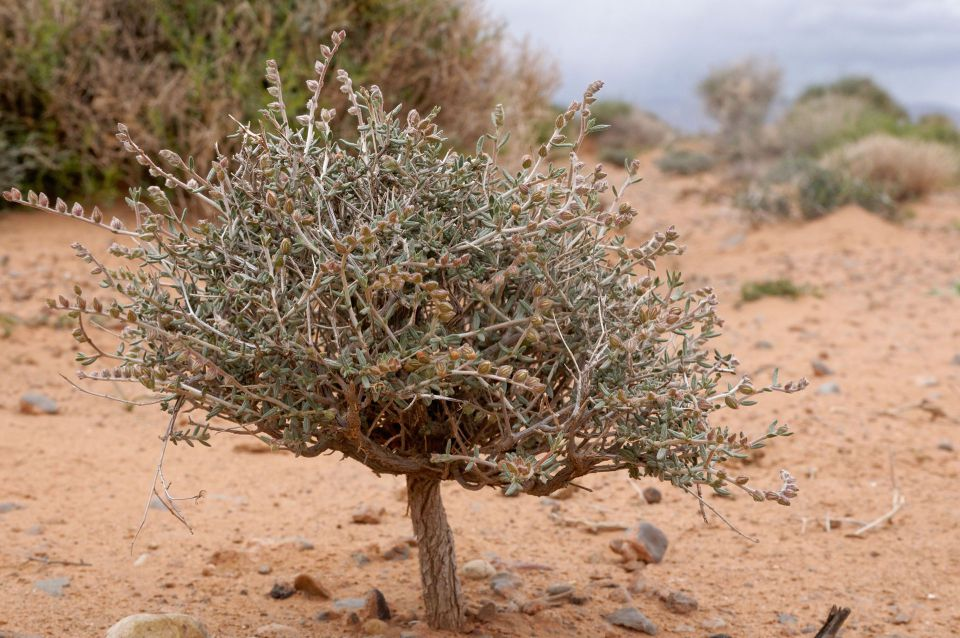
Helianthemum lippii, arbrisseau en association ectomycorhizienne avec Tirmania nivea (Boudnib, Maroc)
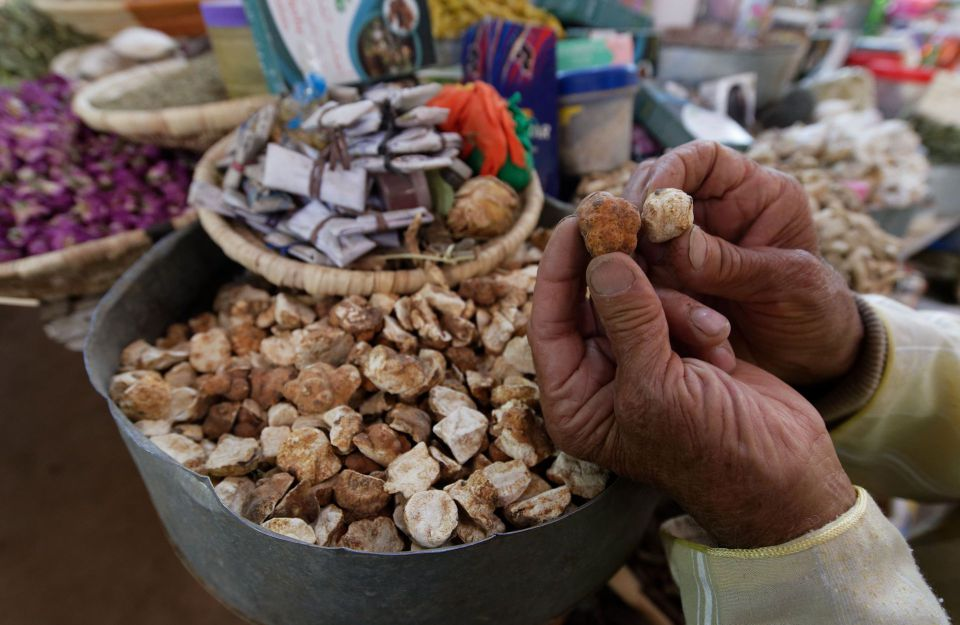
Vente de Tirmania nivea (blanc) et Trefezia claveryi (rouge) préalablement séchés, dans le souk de Er-Rissani (Maroc)